# Filialkirche Rutzendorf

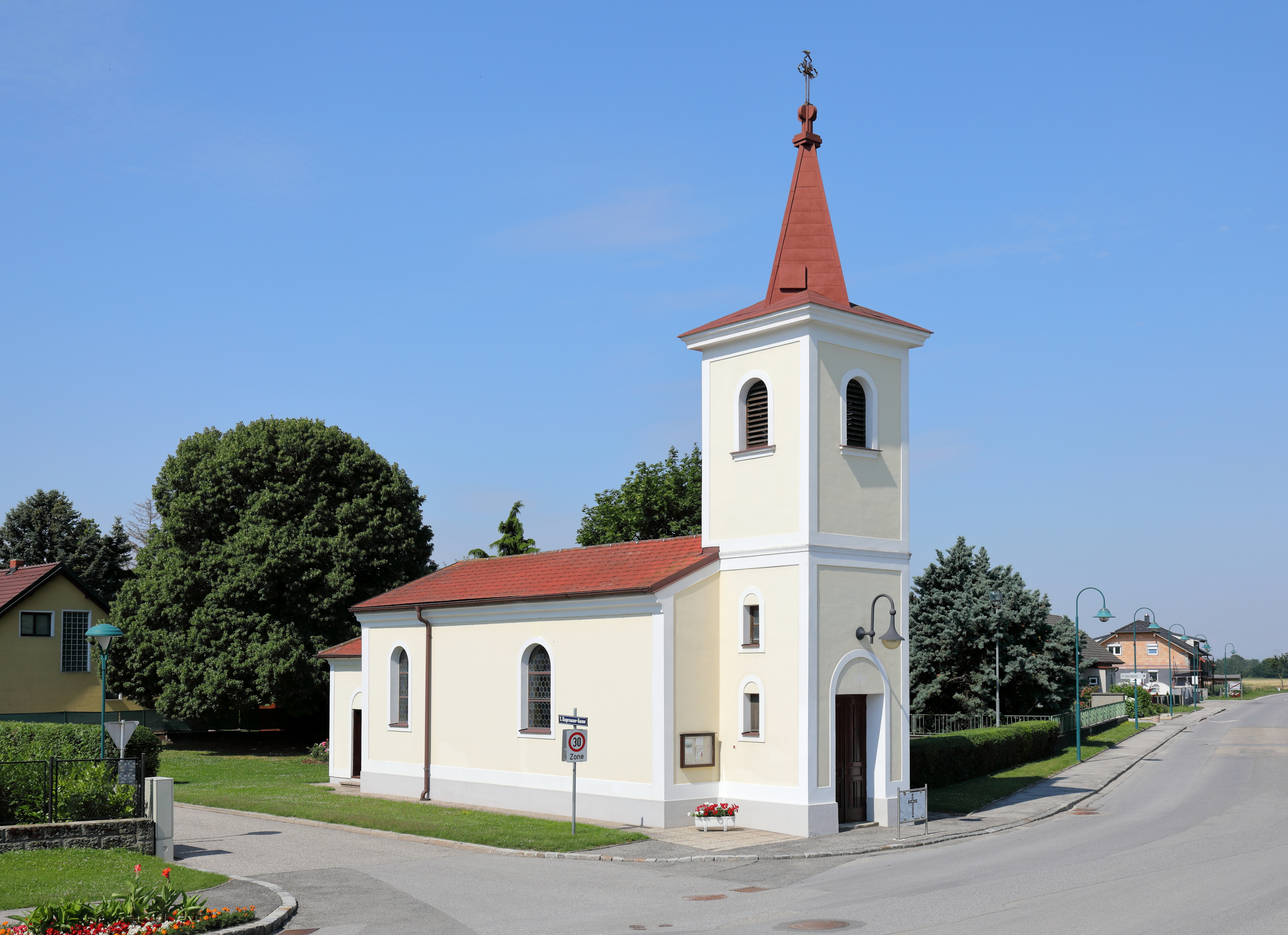
Filialkirche hl. Anna in Rutzendorf

Die römisch-katholische Filialkirche Rutzendorf steht im Ortsteil Rutzendorf in der Gemeinde Groß-Enzersdorf im Bezirk Gänserndorf in Niederösterreich. Sie ist der heiligen Anna geweiht und gehört zur Pfarre Franzensdorf im Dekanat Marchfeld im Vikariat Unter dem Manhartsberg der Erzdiözese Wien. Das Bauwerk steht unter Denkmalschutz (Listeneintrag).

## Lagebeschreibung
Die Kirche steht im Nordosten des Ortes Rutzendorf an der Ortsstraße.

## Architektur

### Kirchenäußeres
Das Gebäude ist eine kleine spätbarocke Dorfkirche aus der zweiten Hälfte des 18. Jahrhunderts. Sie weist ein schlichtes Langhaus mit Rundbogenfenstern auf. Der kleine vorgestellte  Kirchturm ist mit einem Spitzhelm bekrönt. An das Langhaus schließt an der Westseite ein kleiner Sakristeianbau an.

### Kircheninneres
Das Langhaus ist flach gedeckt und durch Lisenen gegliedert. Unterhalb der Flachdecke verläuft ein umlaufendes Gesims. Der Triumphbogen ist flachbogig. Der Chor ist gegenüber dem Langhaus leicht erhöht. Der Schluss ist gerade.

## Ausstattung
In der Kirche hängt ein bemerkenswertes Bild des „Todes des heiligen Josefs“ vom Ende des 18. Jahrhunderts. Außerdem befindet sich in der Kirche eine barocke Figur der heiligen Maria mit Kind aus der ersten Hälfte des 18. Jahrhunderts.